# NGC 7520
NGC 7520 (również IC 5290 lub PGC 70705) – galaktyka spiralna (Sa), znajdująca się w gwiazdozbiorze Wodnika. Odkrył ją w 1876 roku Wilhelm Tempel, jednak ze względu na niedokładność podanej przez niego pozycji identyfikacja obiektu NGC 7520 nie jest pewna.